# Кликово (Калузька область)
Кликово (рос. Клыково) — село в Козельському районі Калузької області Російської Федерації.
Населення становить 34 особи. Входить до складу муніципального утворення Село Бурнашево.

## Історія
Від 2004 року входить до складу муніципального утворення Село Бурнашево.

## Населення
| 1859 | 1897 | 1913 | 2002 | 2010 |
| ---- | ---- | ---- | ---- | ---- |
| 294  | ↗304 | ↗425 | ↘56  | ↘34  |